# Acreditació de Competències en Tecnologies de la Informació i la Comunicació

Logotip de l'Acreditació de Competències en Tecnologies de la Informació i la Comunicació

L'Acreditació de Competències en Tecnologies de la Informació i la Comunicació (acrònim ACTIC), és el certificat que acredita les competències en tecnologies de la informació i de la comunicació que la Generalitat de Catalunya va posar en marxa l'any 2009. Permet a qualsevol persona de més de 16 anys, després de superar una prova d’avaluació, obtenir un certificat emès per la Generalitat que acredita les seves competències digitals, enteses com la combinació de coneixements, habilitats i actituds en l’àmbit de les tecnologies de la informació i la comunicació que les persones despleguen en situacions reals per assolir objectius determinats amb eficàcia i eficiència.

## Competències
La normativa de l'ACTIC defineix 8 competències:
- C1. Cultura, participació i civisme digital
- C2. Tecnologia digital i ús de l'ordinador i del sistema operatiu
- C3. Navegació i comunicació en el món digital
- C4. Tractament de la informació escrita
- C5. Tractament de la informació gràfica, sonora i de la imatge en moviment
- C6. Tractament de la informació numèrica
- C7. Tractament de les dades
- C8. Presentació de continguts